# میلوفکا
میلوفکا (انگلیسی: Milovka) یک شهرک در شهرستان اوفیمسکی استان باشقیرستان کشور روسیه است.